# Bulbophyllum heterorhopalon
Bulbophyllum heterorhopalon är en orkidéart som beskrevs av Rudolf Schlechter. Bulbophyllum heterorhopalon ingår i släktet Bulbophyllum och familjen orkidéer. Inga underarter finns listade i Catalogue of Life.